# 马亚罗

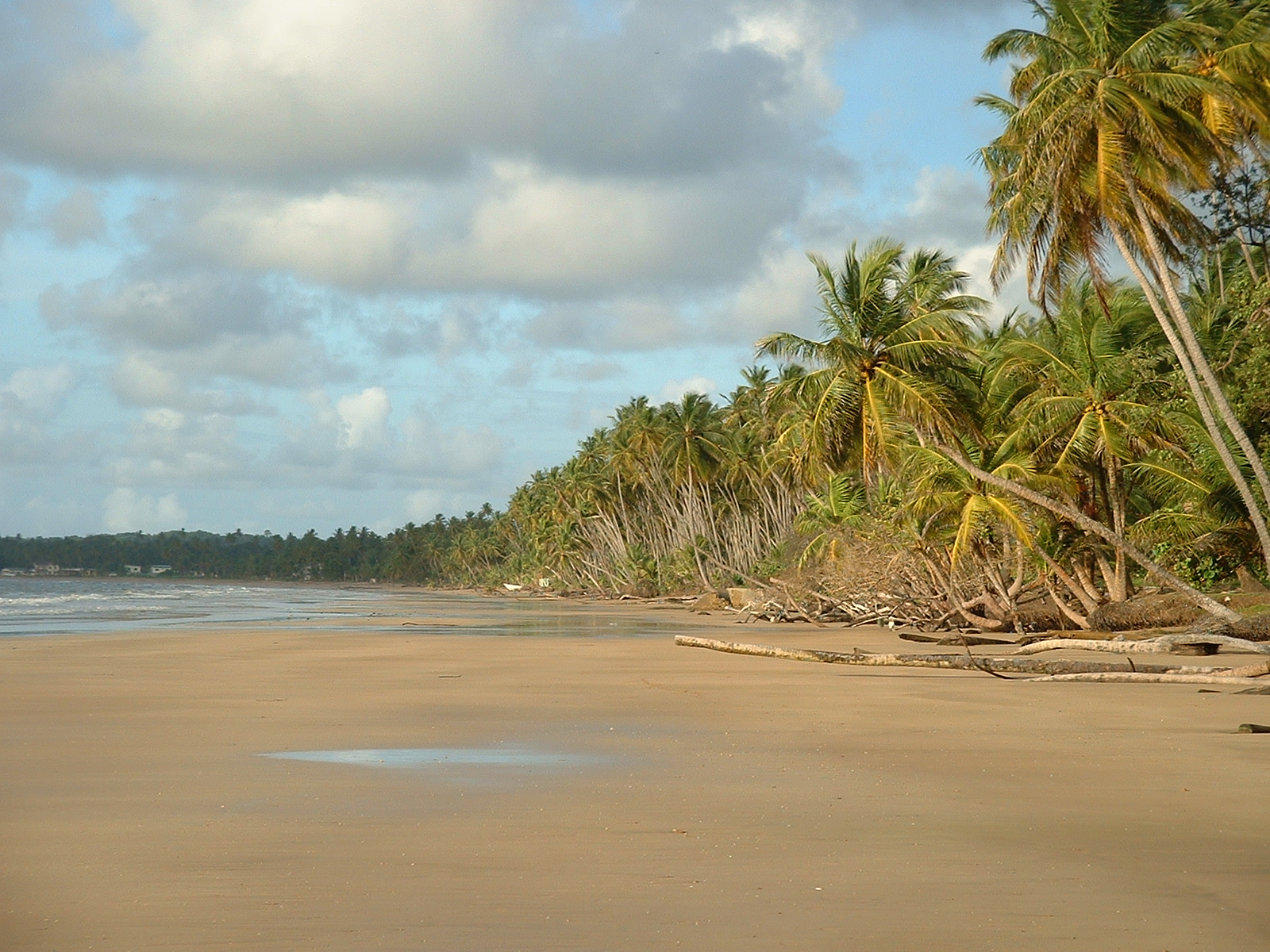

马亚罗（英語：Mayaro）是加勒比海岛国特立尼达和多巴哥特立尼达岛东南部的一座城镇，行政上由马亚罗-里奥克拉罗地区（原马亚罗郡）管辖，位于里奥克拉罗东部和瓜亚瓜亚雷北部，2011年人口6,348人。